# Charles Wesley junior
Charles Wesley junior (né le 11 décembre 1757 à Bristol et mort le 23 mai 1834 à Londres ) est un organiste et compositeur anglais. Il est le fils de Sarah et Charles Wesley (le grand auteur d'hymnes et l'un des fondateurs du méthodisme), et le frère de Samuel Wesley, également organiste et compositeur. Il travaille pour George IV sur son court règne (1820-1830).
Il est généralement appelé Charles Wesley junior pour éviter toute confusion avec son père plus célèbre. Il ne s'est jamais marié, vivant la majeure partie de sa vie avec sa mère et sa sœur. 

## Biographie
Bien que Charles Wesley junior soit beaucoup moins connu que Samuel Wesley, il est comme son frère considéré comme un prodige musical. Dès l'enfance, il joue à l'âge de trois ans de l'orgue. Devenu musicien professionnel, le critique Betty Matthews évoque l'European Magazine de 1784: « sa performance à l'orgue a procuré un plaisir suprême ». Il n'apprécie pas les représentations publiques et travaille ainsi comme organiste privé. 

### Au service de la couronne britannique
Dès ses 18 ans, il entre au service de la Queen's House. Il sert la famille royale britannique sur la courte régence du Roi Georges IV. 

## Œuvre
Une poignée de ses compositions sont encore jouées, et une sonate pour piano en fa mineur a été récemment découverte. La création a eu lieu le 1er février 2007 à la Perkins School of Theology de l'Université méthodiste du Sud, dans le cadre de la célébration méthodiste d'une année qui marque à la fois le 300e anniversaire de la naissance de Charles Wesley et le 250e anniversaire de Charles Wesley junior.
Il est interprété à l'occasion de la cérémonie d'à-Dieu à la Reine Elisabeth II selon ses dernières volontés le 19 septembre 2022 à l'Abbaye de Westminster. Les chœurs de l’Abbaye de Wesminster et celui de la Chapelle royale du palais St-James (dirigés par James O’Donnell) ont chanté à l'unisson Blaenwern, hymne dont il auteur à la fois du texte et de la musique. 

### Musique vocale
- Caractacus, cantate profane (1791)
- Anthems (1795)
- Mélodies op 3 (1784) et autres mélodies isolées ainsi que des duos

### Musique instrumentale
- Sonate pour piano en ut mineur (1820)
- Sonate pour piano en fa mineur
- Variations sur God save the King pour piano (1799)
- Voluntaries pour orgue (1812)
- 6 Quatuor à cordes - fa majeur, ré majeur, mi bémol majeur, mi majeur, si bémol majeur, fa majeur - (1778)
- Concerto grosso (1782)
- Concerto pour orgue et orchestre, op 2 (1781)